# The Glimmer Twins

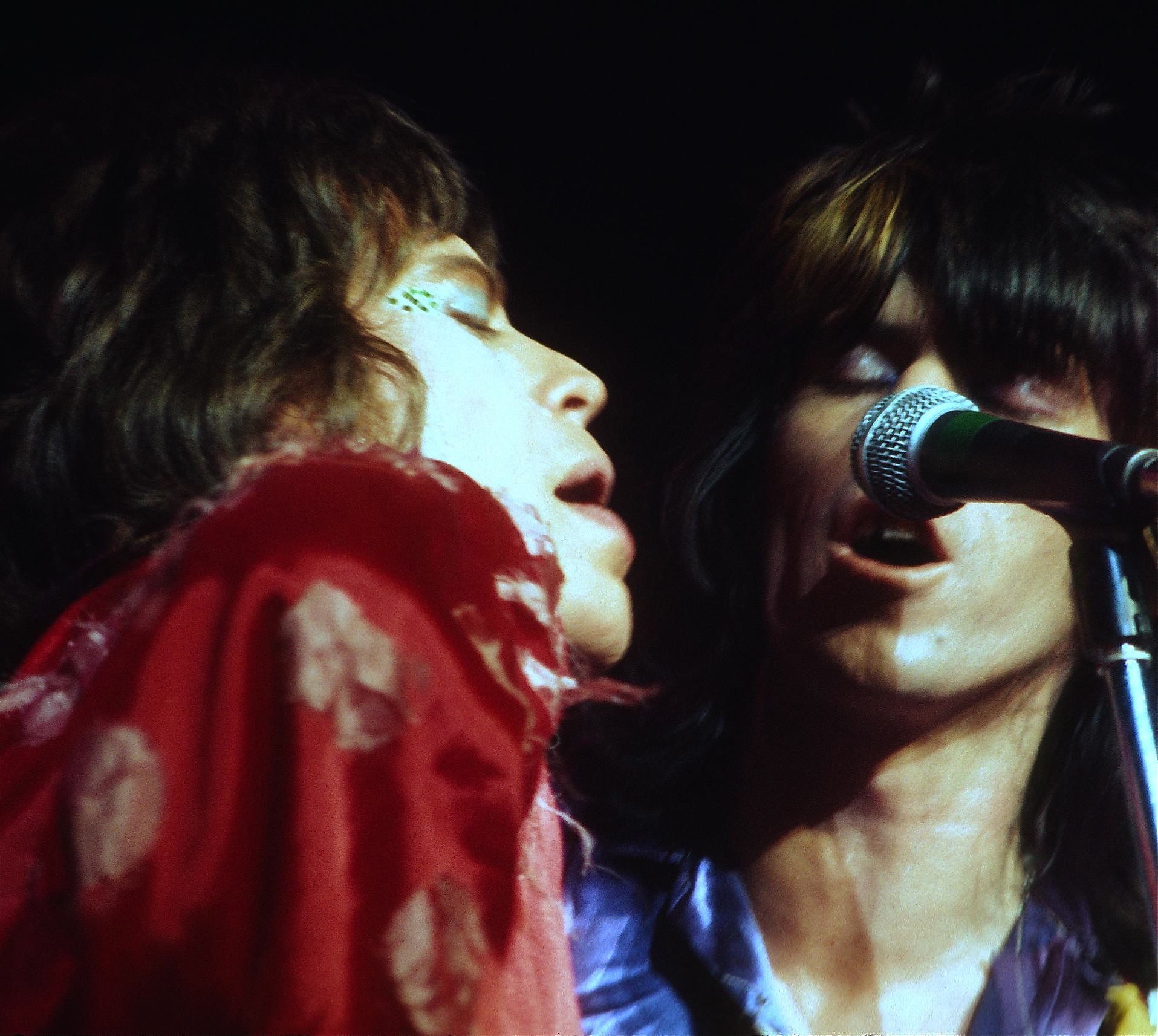
Jagger en Richards

The Glimmer Twins is een bijnaam gegeven aan Mick Jagger en Keith Richards van de Rolling Stones. Zij gebruikten de naam als producers van alle Rolling Stones-albums, die in werkelijkheid gewoon door henzelf werden geproduceerd.

## Geproduceerd werk

### Rolling Stones
- It's only rock'n roll
- Black and Blue
- Love You Live
- Some Girls
- Emotional Rescue
- Sucking in the Seventies
- Tattoo you
- Still Life - American concert 1981
- Undercover (coproducer Chris Kimsey)
- Dirty work (coproducer Steve Lillywhite)
- Steel Wheels (coproducer Chris Kimsey)
- Flashpoint (coproducer Chris Kimsey)
- Voodoo Lounge (coproducer Don Was)
- Stripped (coproducer Don Was)
- Bridges To Babylon (coproducer Don Was; Rob Fraboni, Danny Saber, Pierre de Beauport en The Dust Brothers)
- A Bigger Bang (coproducer Don Was)
- Blue & Lonesome

### Overig
- Peter Tosh' Bush Doctor uit 1978.